# Søren Gade
Søren Gade Jensen (27. januar 1963) er en dansk politiker, der fra 2022 er formand for Folketinget og folketingsmedlem for Venstre. Han var tidligere kommiteret for Hjemmeværnet, medlem af Europa-Parlamentet for Venstre, var forsvarsminister fra 2004 til 2010 og var administrerende direktør i Landbrug & Fødevarer frem til efteråret 2014.

## Baggrund og tidlig karriere
Søren Gade Jensen er født i Holstebro og er søn af skibsfører Poul Jørgensen og sygeplejerske Anna Gade Jørgensen.
Han har to døtre, Ida og Mette.
Hans kone Helle Buskbjerg Poulsen døde den 26. januar 2008 efter længere tids sygdom.

### Uddannelse
Søren Gade har gået i folkeskole på Sønderlandsskolen i Holstebro, hvorefter han tog sin studentereksamen på Holstebro Gymnasium med samfundsfaglig linje (1980-1982). Derefter kom Gade på Sergentskolen i Sønderborg (1983), hvilket han efterfulgte med Løjtnantskolen i Oksbøl (1983). Efter sin militæruddannelse gik Gade på Aarhus Universitet, hvor han læste økonomi og fik sin kandidatgrad cand.oecon. (1985-1990). Samtidig hermed tog Gade VUT-I uddannelsen for reserveofficerer (1988-1989) og FN-observatørkursus (1990). Efter at have været erhvervsaktiv en årrække uddannede Gade sig på Den Danske Reklameskole med IAA-diplomuddannelsen (1999).

### Erhverv
- Tjenestegørende officer ved Jydske Dragonregiment i Holstebro. (1983-1995).
- Reserveofficer med kontrakt, ved Jydske Dragonregiment i Holstebro. Pt. med graden major-R. (1985-).
- Regnskabsanalytiker på deltid i Hadsten Bank (1988-1990).
- Kontraktansat FN-observatør ved UNTSO i Mellemøsten. (1990-1991).
- International markedsanalytiker på Cheminova Agro A/S. (1991-1993).
- Spacemanager i Bilka Holstebro. (1993-1995).
- Aftenskolelærer på merkonomniveau i Detailhandelsledelse på Holstebro Handelsskole. (1997-1998).
- Driftsøkonom på Færch Plast A/S i Holstebro (1995-2001).
- Centerchef på RAR Regnskabscenter i Holstebro fra 1. marts (2001).

### Hædersbevisninger
Søren Gade er tildelt følgende hædersbevisninger:
- Kommandørkorset af 1. grad af Dannebrogordenen
- Storkorset af Den Islandske Falkeorden
- Storkorset af den Civile Fortjenstorden (Spanien)
- Storkorset af Nilordenen (Egypten)
- Fyrst Jaroslav den vises orden af 2. klasse (Ukraine)
- Hjemmeværnets Fortjensttegn
- Forsvarets Medalje for Fortjenstfuld Indsats
- Forsvarets Medalje for International Tjeneste 1948-2009
- Fortjensttegnet for god tjeneste i Forsvarets Reserve 25 og 40 år
- Hjemmeværnets Anciennitetstegn 25 og 40 år
- Reserveofficersforeningen i Danmarks Hæderstegn
- Fredsprismedaljen
- The Nordic Blue Berets Medal of Honour
- Distinguished Public Service Award (USA)
- FN-medaljen for tjeneste i Mellemøsten
- Nijmegenmedaljen 2-4 gange

### Andet
- Medlem af Institutrådet for Institut for Virksomhedsledelse (IFV) ved Aarhus Universitet (1989-1990) og af Det økonomiske Fagråd ved Aarhus Universitet (1986-1988).
- Medlem af bestyrelsen for Jydske Dragonregiments Officersforening (1994-).
- Medstifter og bestyrelsesmedlem for erhvervsklubben Holstebro Boldklub (1998-).
- Bestyrelsesmedlem for Krabbesholm Højskole (2000-).
- Amtsformand for Folk og Forsvar i Ringkøbing Amt (2000-).
- Bestyrelsesmedlem for Holstebro Rotaryklub (2000-2001).
- Æresmedlem af foreningen STSOP (Støtte til Soldater Og Pårørende).

## Politisk karriere
Medlem af bestyrelsen for Venstre i Holstebrokredsen og for Venstre i Ringkøbing Amt fra 1995. Formand for Holstebro Venstre og for samarbejdsudvalget for Venstre i Holstebro Kommune 1993-95.
Folketingskandidatkandidat i Holstebrokredsen fra 1995.
Folketingsmedlem for Ringkøbing Amtskreds 12. oktober-5. november 1999. Folketingsmedlem for Ringkøbing Amtskreds fra 20. november 2001. Overtog forsvarsministerposten 24. april 2004 efter Svend Aage Jensby.
Som forsvarsminister var Søren Gade meget usædvanligt en af regeringens mest populære ministre og er at finde på top 10-listen over personlige stemmer ved Folketingsvalget 2007, hvor Søren Gade med knap 24.000 personlige stemmer i partiet Venstre kun overgås af Anders Fogh Rasmussen . I 2005 blev han Kommandør af Dannebrog.

### Lækagesagen
Jacob Winther var 2004-2010 pressechef og særlig rådgiver for Søren Gade. I 2010 blev Jacob Winther sigtet for at have lækket oplysninger om danske jægersoldaters hemmelige mission til Irak til TV2 i april 2007. Sagen blev kendt som Lækagesagen. Angiveligt skal Winther have lækket fortrolige oplysninger til journalisten Rasmus Tantholdt.

### Bogen "Jæger – i krig med eliten"
Søren Gade overvejede i efteråret 2009 at træde af som minister som følge af Forsvarsstabens håndtering af bogudgivelsen Jæger – i krig med eliten og den efterfølgende skandale, hvor forsvarschef Tim Sloth Jørgensen gik af. Sagen blev også kendt som "Jægerbogsagen". Forsvaret søgte et fogedforbud mod udgivelsen af Thomas Rathsacks bog pga. en vurderet sikkerhedsrisiko, men det blev afvist af fogedretten. På dette tidspunkt havde Politiken allerede udgivet Thomas Rathsacks bog som et særtillæg. Forsvarskommandoen meddelte at de havde fundet en arabisk udgave af bogen, hvad Søren Gade også fortalte til pressen efter et møde i Det Udenrigspolitiske Nævn. Da oversættelsen dukkede frem, viste den sig at være af meget ringe kvalitet og sandsynligvis maskinoversat, og via dokumentinformationer, retter mistanken sig mod Forsvarskommandoen selv. I DR2-talkshowet Clement Direkte blev Søren Gade spurgt, hvem det ville få konsekvenser for, hvis det viste sig at den arabiske oversættelse af bogen var fabrikeret af ansatte i Forsvaret. Han svarede
| „ | Far her. Jeg er jo direktøren for det hele, og det hedder 'the buck stops here'. | “ |

Det viste sig at oversættelsen var fabrikeret af it-chef Jesper Britze og sendt til formiddagsavisen BT af kommunikationschef Lars Sønderskov, begge ansat i Forsvarskommandoen. Byretten fastslog, at de to nok havde løjet om deres involvering og gjort sig skyldige i pligtforsømmelse men at de ikke kunne dømmes efter den militære straffelov, hvorfor blev de frifundet. Efterfølgende blev de dømt i Landsretten, med en straf på henholdsvis en bøde på 30 dages betinget fængsel og 8.000 kr.
Højesteret stadfæster i 2012 dommen, Lars Sønderskov dømmes til bøde på 8.000 kroner samt sagens omkostninger på 260.000 kroner. Jesper Britze frafalder sin anke, og Landsretten dom på 30 dages betinget fængsel for fabrikeret oversættelsen accepteres.

### Stopper i politik
Søren Gade offentliggjorde den 22. februar 2010, at han forlod dansk politik og stoppede som forsvarsminister, hvorefter Gitte Lillelund Bech tiltrådte som Danmarks forsvarsminister.
7. maj 2012 blev Søren Gade administrerende direktør i interesseorganisationen Landbrug & Fødevarer.

### Genvalg
1. maj 2015 gjorde Søren Gade comeback i dansk politik i Aalborg Vest-kredsen. Han stillede atter op til Folketinget for Venstre og blev valgt ved Folketingsvalget 2015 den 18. juni 2015.

### EU valget 2019
Søren Gade blev valgt til Europa parlamentet for Venstre med 201.696 personlige stemmer.

### Kommiteret for Hjemmeværnet
Den 1. november 2021 blev Søren Gade udpeget som ny kommiteret for Hjemmeværnet og dermed den politiske del af Hjemmeværnskommandoen, som i marts 2022 overtager efter Søren Espersen fra Dansk Folkeparti.